# Magnus Samuelsson (calciatore 1971)
Bert Magnus Samuelsson (Överluleå, 21 maggio 1971) è un ex calciatore svedese, di ruolo difensore.

## Carriera

### Club
Samuelsson giocò per il Boden, prima di passare al Luleå. In seguito, militò nelle file dell'Öster, del Djurgården e dei finlandesi del Lahti. Tornò poi in Svezia, all'Örebro. Nel corso del 2007, si trasferì ai norvegesi del Raufoss, per cui debuttò in data 26 agosto, quando fu titolare nel pareggio per 1-1 contro lo Sparta Sarpsborg. Nel 2008 giocò al Degerfors.